# Christian Bermúdez
Christian de Jesús Bermúdez Gutiérrez (Città del Messico, 26 aprile 1987) è un calciatore messicano, centrocampista dell'Atlante.

## Carriera
Nel giugno del 2011 ha vinto la CONCACAF Gold Cup con la nazionale messicana.

## Palmarès

### Club

#### Competizioni nazionali
- Liga de Expansión MX: 2

Atlante: Apertura 2022, Clausura 2024

### Nazionale
- Gold Cup: 1

2011